# Theatre of Death Tour
Theatre of Death Tour – druga trasa koncertowa Alice Coopera; w jej trakcie odbyło się 150 koncertów.
1. 31 lipca 2009 – Elizabeth, Indiana, USA – Horeshoe Southern Indiana
2. 1 sierpnia 2009 – Columbus, Ohio, USA – Celeste Center
3. 2 sierpnia 2009 – Toledo, Ohio, USA – Centennial Terace
4. 4 sierpnia 2009 – Clearfield, Pensylwania, USA – Clearfield County Fairgrounds
5. 6 sierpnia 2009 – Wausau, Wisconsin, USA – Wisconsin Valley Fair
6. 7 sierpnia 2009 – Kansas City, Missouri, USA – Ameristar Casino Kansas City
7. 8 sierpnia 2009 – Davenport, Iowa, USA – Mississippi Valley Fair
8. 9 sierpnia 2009 – South Bend, Indiana, USA – Morring Performings Arts Center
9. 11 sierpnia 2009 – Jackson, Michigan, USA – Jackson County Fairgrounds
10. 13 sierpnia 2009 – Sioux Falls, Dakota Południowa, USA – W.H. Lyon Fairgrounds
11. 18 sierpnia 2009 – Wollongong, Australia – WIN Entertainment Centre
12. 21 sierpnia 2009 – Newcastle, Australia – Newcastle Entertainment Centre
13. 22 sierpnia 2009 – Brisbane, Australia – Brisbane Convention & Exhibition Centre
14. 24 sierpnia 2009 – Sydney, Australia – Sydney Entertainment Centre
15. 26 sierpnia 2009 – Canberra, Australia – Canberra Theatre
16. 27 sierpnia 2009 – Melbourne, Australia – Palais Theatre
17. 28 sierpnia 2009 – Melbourne, Australia – Palais Theatre
18. 29 sierpnia 2009 – Adelaide, Australia – Thebarton Theatre
19. 1 września 2009 – Perth, Australia – Challenge Stadium
20. 4 września 2009 – Auckland, Nowa Zelandia – Aotea Centre
21. 17 września 2009 – York, Pensylwania, USA – Toyota Grandstand
22. 18 września 2009 – Erie, Pensylwania, USA – Warner Theatre
23. 19 września 2009 – Sterling Heights, Michigan, USA – Freedom Hill Amphitheatre
24. 21 września 2009 – Verona, Nowy Jork, USA – Turning Stone Resort & Casino
25. 22 września 2009 – Scranton, Pensylwania, USA – Scranton Cultural Center
26. 23 września 2009 – Englewood, New Jersey, USA – Bergen Performings Arts Center
27. 26 września 2009 – Mashantucket, Connecticut, USA – Foxwood Resort Casino
28. 27 września 2009 – Torrington, Connecticut, USA – Warner Theatre
29. 29 września 2009 – Richmond, Wirginia, USA – The National
30. 30 września 2009 – Durham, Karolina Północna, USA – Durham Performings Arts Centre
31. 2 października 2009 – Clearwater, Floryda, USA – Ruth Eckerd Hall
32. 3 października 2009 – Pompano Beach, Floryda, USA – Pompano Beach Amphitheatre
33. 4 października 2009 – North Myers, Floryda, USA – Barbara B. Mann Performings Arts Hall
34. 5 października 2009 – Daytona Beach, Floryda, USA – Peabody Auditorium
35. 7 października 2009 – Montgomery, Alabama, USA – Montgomery Performings Arts Center
36. 9 października 2009 – Marksville, Luizjana, USA – Paragon Casino Resort
37. 10 października 2009 – Biloxi, Missisipi, USA – Beau Rivage Theatre
38. 11 października 2009 – Houston, Teksas, USA – Verizon Wireless Theater
39. 12 października 2009 – Dallas, Teksas, USA – Palladium Ballroom
40. 16 października 2009 – Stateline, Nevada, USA – Harrah’s South Shore Room
41. 17 października 2009 – West Wendover, Nevada, USA – Peppermill Concert Hall
42. 19 października 2009 – Idaho Falls, Idaho, USA – Civic Auditorium
43. 21 października 2009 – San Francisco, Kalifornia, USA – The Warfield
44. 23 października 2009 – Las Vegas, Nevada, USA – Orleans Hotel and Casino Showroom
45. 24 października 2009 – Las Vegas, Nevada, USA – Orleans Hotel and Casino Showroom
46. 25 października 2009 – Las Vegas, Nevada, USA - Orleans Hotel and Casino Showroom
47. 28 października 2009 – Los Angeles, Kalifornia, USA – Nokia Theatre
48. 30 października 2009 – Indio, Kalifornia, USA – Fantasy Springs Resort Casino
49. 31 października 2009 – San Diego, Kalifornia, USA – Harrah’s Rincorn
50. 18 listopada 2009 – Koszyce, Słowacja – Cassosport Hall
51. 19 listopada 2009 – Bratysława, Słowacja – Sporthall Pasienky
52. 20 listopada 2009 – Pilzno, Czechy – ČEZ Aréna
53. 24 listopada 2009 – Manchester, Anglia – Manchester Apollo
54. 25 listopada 2009 – Glasgow, Szkocja – Clyde Auditorium
55. 27 listopada 2009 – Newcastle, Anglia – Newcastle City Hall
56. 28 listopada 2009 – Sheffield, Anglia – Sheffield City Hall
57. 29 listopada 2009 – Swindon, Anglia – Oasis Leisure Centre
58. 1 grudnia 2009 – Wolverhampton, Anglia – Wolverhampton Civic Hall
59. 2 grudnia 2009 – Plymouth, Anglia – Plymouth Pavillion
60. 4 grudnia 2009 – Nottingham, Anglia – Nottingham Royal Concert Hall
61. 5 grudnia 2009 – Brighton, Anglia – Brighton Centre
62. 6 grudnia 2009 – Londyn, Anglia – HMV Hammersmith Apollo
63. 8 grudnia 2009 – Kerkrade, Holandia – Rodahal
64. 9 grudnia 2009 – Schwerin, Niemcy – Sport- und Kongreshalle
65. 11 grudnia 2009 – Espoo, Finlandia – Espoo Arena
66. 12 grudnia 2009 – Oulu, Finlandia – Club Teatria
67. 14 grudnia 2009 – Göteborg, Szwecja – Lisebergshallen
68. 15 grudnia 2009 – Västerås, Szwecja – ABB Arena
69. 26 kwietnia 2010 – Winnipeg, Manitoba, USA – MTS Centre
70. 27 kwietnia 2010 – Saskatoon, Saskatchewan, Kanada – Credit Union Centre
71. 28 kwietnia 2010 – Edmonton, Alberta, Kanada – Rexall Place
72. 29 kwietnia 2010 – Calgary, Alberta, Kanada – Stampede Corral
73. 1 maja 2010 – Vancouver, Kolumbia Brytyjska, Kanada – Pacific Coliseum
74. 2 maja 2010 – Kennewick, Waszyngton, USA – Toyota Center
75. 4 maja 2010 – Billings, Montana, USA – MetraPark Arena
76. 5 maja 2010 – Casper, Wyoming, USA – Casper Events Center
77. 7 maja 2010 – Springfield, Missouri, USA – Shrine Mosque Auditorium
78. 9 maja 2010 – Park City, Kansas, USA – Hartman Arena
79. 11 maja 2010 – Rochester, Minnesota, USA – Mayo Civic Center
80. 12 maja 2010 – Duluth, Minnesota, USA – Duluth Entertainment Convention Center
81. 14 maja 2010 – Indianola, Iowa, USA – Lazerfest
82. 15 maja 2010 – Kearney, Nebraska, USA – Viaero Event Center
83. 18 maja 2010 – Knoxville, Tennessee, USA – James White Civic Center
84. 19 maja 2010 – Charlotte, Karolina Północna, USA – Uptown Amphitheatre
85. 21 maja 2010 – Toronto, Ontario, Kanada – Molson Amphitheatre
86. 22 maja 2010 – Buffalo, Nowy Jork, USA – Artpark
87. 19 czerwca 2010 – Clisson, Francja – Hellfest
88. 21 czerwca 2010 – Bonn, Niemcy – Museumplatz
89. 23 czerwca 2010 – Randers, Niemcy - Justesens Plaze
90. 25 czerwca 2010 – Hamar, Norwegia – Hamar Music Festival
91. 26 czerwca 2010 – Steinkjer, Norwegia – Steinkjerfestivalen
92. 9 lipca 2010 – Harris, Michigan, USA – Island Resort & Casino
93. 13 lipca 2010 – Merrilville, Indiana, USA – Star Plaza Theatre
94. 16 lipca 2010 – Lancing, Michigan, USA – Common Music Ground
95. 17 lipca 2010 – Bay City, Michigan, USA – Tall Ships Festival
96. 18 lipca 2010 – Kettering, Ohio, USA – Fraze Pavillion
97. 20 lipca 2010 – Verona, Nowy Jork, USA – Turning Stone Casino
98. 22 lipca 2010 – Belleville, Ontario, Kanada – Empire Square Live Rockfest
99. 23 lipca 2010 – London, Ontario, Kanada – Rock the Park
100. 24 lipca 2010 – Montreal, Quebec, Kanada – Heavy MTL
101. 25 lipca 2010 – Schenectady, Nowy Jork, USA – Proctor’s Maintage Theatre
102. 30 lipca 2010 – Knebworth, Anglia – Sonisphere Festival w Knebworth House
103. 1 sierpnia 2010 – Lokeren, Belgia – Lokersee Festen
104. 5 sierpnia 2010 – Wacken, Niemcy – Wacken Open Air
105. 7 sierpnia 2010 – Sztokholm, Szwecja – Sonisphere Festival w Stora Skuggan
106. 8 sierpnia 2010 – Pori, Finlandia – Sonisphere Festival w Kirjurinluoto
107. 11 sierpnia 2010 – Wiedeń, Austria – Arena Open Air
108. 12 sierpnia 2010 – Majano, Włochy – Majano Sport Arena
109. 14 sierpnia 2010 – Colmar, Francja – Foire aux Vins d'Alsace
110. 28 sierpnia 2010 – Grand Junction, Kolorado, USA – Rock Jam Festival
111. 31 sierpnia 2010 – Milwaukee, Wisconsin, USA – Riverside Theater
112. 3 września 2010 – Eastlake, Ohio, USA – Classic Park
113. 4 września 2010 – Lancaster, Pensylwania, USA – American Music Theatre
114. 5 września 2010 – Atlantic City, New Jersey, USA – House of Blues
115. 30 września 2010 – Los Angeles, Kalifornia, USA – Gibson Amphitheatre
116. 1 października 2010 – San Diego, Kalifornia, USA – Harrah’s Rincorn
117. 2 października 2010 – Tucson, Arizona, USA – Anselmo Valencia Tori Amphitheater
118. 4 października 2010 – West Valley City, Utah, USA – USANA Amphitheatre
119. 6 października 2010 – Kansas City, Missouri, USA – Independence Events Center
120. 7 października 2010 – St. Charles, Missouri, USA – Family Arena
121. 8 października 2010 – Bloomington, Illinois, USA – U.S. Cellular Coliseum
122. 9 października 2010 – Youngstown, Ohio, USA – Covelli Centre
123. 10 października 2010 – Johnstown, Pensylwania, USA – Cambria County War Memorial Arena
124. 12 października 2010 – Binghamton, Nowy Jork, USA – Broome County Veterans Memorial Arena
125. 14 października 2010 – Portland, Maine, USA – Cumberland County Civic Center
126. 16 października 2010 – Worcester, Massachusetts, USA – DCU Center
127. 17 października 2010 – Columbia, Maryland, USA – Merriweather Post Pavillion
128. 19 października 2010 – Roanoke, Wirginia, USA – Roanoke Performings Arts Center
129. 20 października 2010 – Nashville, Tennessee, USA – Nashville Municipal Auditorium
130. 21 października 2010 – North Little Rock, Arkansas, USA – Verizon Arena
131. 23 października 2010 – Grand Prairie, Teksas, USA – Verizon Theatre
132. 24 października 2010 – Corpus Christi, Teksas, USA – Concrete Street Amphitheater
133. 31 października 2010 – Londyn, Anglia – The Roundhouse
134. 1 listopada 2010 – Londyn, Anglia – The Roundhouse
135. 4 listopada 2010 – Stuttgart, Niemcy – Porsche Arena
136. 5 listopada 2010 – Kempten, Niemcy – Big Box
137. 6 listopada 2010 – Monachium, Niemcy – München Zenith
138. 8 listopada 2010 – Berlin, Niemcy – Max-Schmelling-Halle
139. 9 listopada 2010 – Lipsk, Niemcy – Leipzig Arena
140. 11 listopada 2010 – Frankfurt nad Menem, Niemcy – Jahrhunderthalle
141. 12 listopada 2010 – Dortmund, Niemcy – Westfalenhalle
142. 13 listopada 2010 – Brunszwik, Niemcy – VW–Halle
143. 15 listopada 2010 – Bamberg, Niemcy – Jako Arena
144. 17 listopada 2010 – Zurych, Szwajcaria – Volkshaus
145. 18 listopada 2010 – Mediolan, Włochy – Discoteca Alcatraz
146. 20 listopada 2010 – Marsylia, Francja – Le Dôme de Marseille
147. 22 listopada 2010 – Saragossa, Hiszpania – Feria de Muestras
148. 24 listopada 2010 – Madryt, Hiszpania – Palacio Vistalegre
149. 26 listopada 2010 – Valladolid, Hiszpania – Feria de Muestras
150. 27 listopada 2010 – Santiago de Compostela, Hiszpania – Pabellón Multiusos Fontes Do Sar